# Gare de Valcanville - Anneville
La gare de Valcanville - Anneville est une gare ferroviaire française, fermée et désaffectée, de la ligne de Valognes Montebourg à Saint-Vaast et à Barfleur. Elle est située sur le territoire de la commune de Valcanville, dans le département de la Manche en région Normandie. 
Elle est mise en service en 1886 par la Compagnie de chemins de fer départementaux (CFD) et fermée à tout trafics en 1950.

## Situation ferroviaire
Établie à 17 mètres d'altitude, La gare de Valcanville - Anneville est située au point kilométrique (PK) 032 de la ligne de Valognes Montebourg à Saint-Vaast et à Barfleur, entre les gares de Réville (s'intercale l'arrêt d'Anneville-en-Saire) et de Barfleur (s'intercale la halte de Montfarville).

## Histoire
En 1880, le projet de ligne de Valognes-Montebourg à Barfleur par Saint-Vaast en est à la finalisation des tracés. Valcanville fait partie de la deuxième section de Saint-Vaast à Barfleur. La décision de construire une station est déjà prise et l'enquête est en cours.

## Patrimoine ferroviaire
Le bâtiment voyageurs et d'autres petits édifices sont toujours présents,.